# Władcy Brunszwiku i Hanoweru
Lista książąt Brunszwiku i Lüneburga, elektorów i królów Hanoweru z dynastii Welfów (hanowerskiej):

## Książęta Brunszwiku i Lüneburga do 1409
1235: księstwo Brunszwiku i Lüneburga:
- 1235–1252 Otto I Dziecię (wnuk Henryka Lwa, księcia Saksonii i Bawarii)
- 1252–1267 Jan i Albrecht I Wielki (synowie)

1267: podział na księstwa Brunszwiku i Lüneburga:

### Starsza linia na Lüneburgu
- 1267–1277 Jan
- 1277–1330 Otto II Surowy (syn)
- 1330–1352 Otto III (syn)
- 1330–1369 Wilhelm (brat)
- 1369–1388 wojna o sukcesję pomiędzy Magnusem II Młodszym i jego synami a Albrechtem Askańczykiem i jego krewnymi
- 1388–1409 Henryk I i Bernard I (synowie Magnusa II)

### Starsza linia na Brunszwiku
- 1267–1279 Albrecht I Wielki
- 1279–1286 Henryk Dziwak (syn, Grubenhagen 1286–1322, po nim w Grubenhagen jego potomkowie do 1586)
- 1279–1292 Wilhelm (brat, Brunszwik 1286)
- 1279–1318 Albrecht II Tłusty (brat, Getynga 1286, Brunszwik 1292)
- 1318–1344 Otto Łagodny (syn)
- 1344–1345 Ernest (brat, Getynga 1345–1367); po nim w Getyndze syn Otto (1367–1394) i syn Ottona Otto II Jednooki (1394–1463)
- 1344–1369 Magnus I Pobożny (brat, Brunszwik 1345)
- 1369–1373 Magnus II Młodszy (syn, koregent od 1345)
- 1373–1400 Fryderyk I (syn)

1400: połączenie Brunszwiku i Lüneburga
- 1400–1409 Henryk I i Bernard I (synowie Magnusa II)

1409: ostateczne rozdzielenie księstw Brunszwiku i Lüneburga

## Książęta Lüneburga od 1409 do 1559

### Średnia linia na Lüneburgu
- 1409–1416 Henryk I
- 1416–1428 Wilhelm I Zwycięski (syn, od 1428 w Brunszwiku)
- 1428–1434 Bernard I (do 1428 w Brunszwiku)
- 1434–1441 Fryderyk Pobożny (syn, abdykował)
- 1434–1446 Otto I Kulawy (brat)
- 1446–1457 Fryderyk Pobożny (ponownie, abdykował, zm. 1478)
- 1457–1464 Bernard II (syn)
- 1464–1471 Otto II (brat)
- 1471–1522 Henryk II Średni (syn, abdykował, zm. 1532)
- 1522–1527 Otto III (syn, Harburg 1527–1549 jako Otto I); po nim w Harburgu syn Otto II (1549–1603) i synowie Ottona II: Wilhelm August (1603–1642), Krzysztof (1603–1606) i Otto III (1606–1641)
- 1522–1546 Ernest I Wyznawca (brat)
- 1536–1539 Franciszek (brat, Gifhorn 1539–1549)
- 1546–1559 Franciszek Otto (syn Ernesta I)

## Książęta Brunszwiku od 1409 do 1634

### Średnia linia na Brunszwiku
- 1409–1428 Bernard I (od 1428 w Brunszwiku)
- 1428–1482 Wilhelm I Zwycięski (bratanek, Lüneburg 1416–1428, Calenberg 1432, od 1463 także Getynga, cały Brunszwik ponownie od 1473)
- 1432–1473 Henryk Spokojny (brat, Wolfenbüttel)
- 1482–1484 Fryderyk (syn Wilhelma I, Calenberg 1483, usunięty, zm. 1495)
- 1482–1495 Wilhelm II Młodszy (brat, Getynga 1483, abdykował, zm. 1503)

1495: podział księstwa Brunszwiku na księstwa Calenberg i Wolfenbüttel

#### Linia na Calenbergu
- 1495–1540 Eryk I Starszy (syn)
- 1540–1584 Eryk II Młodszy (syn)

#### Linia na Wolfenbüttel

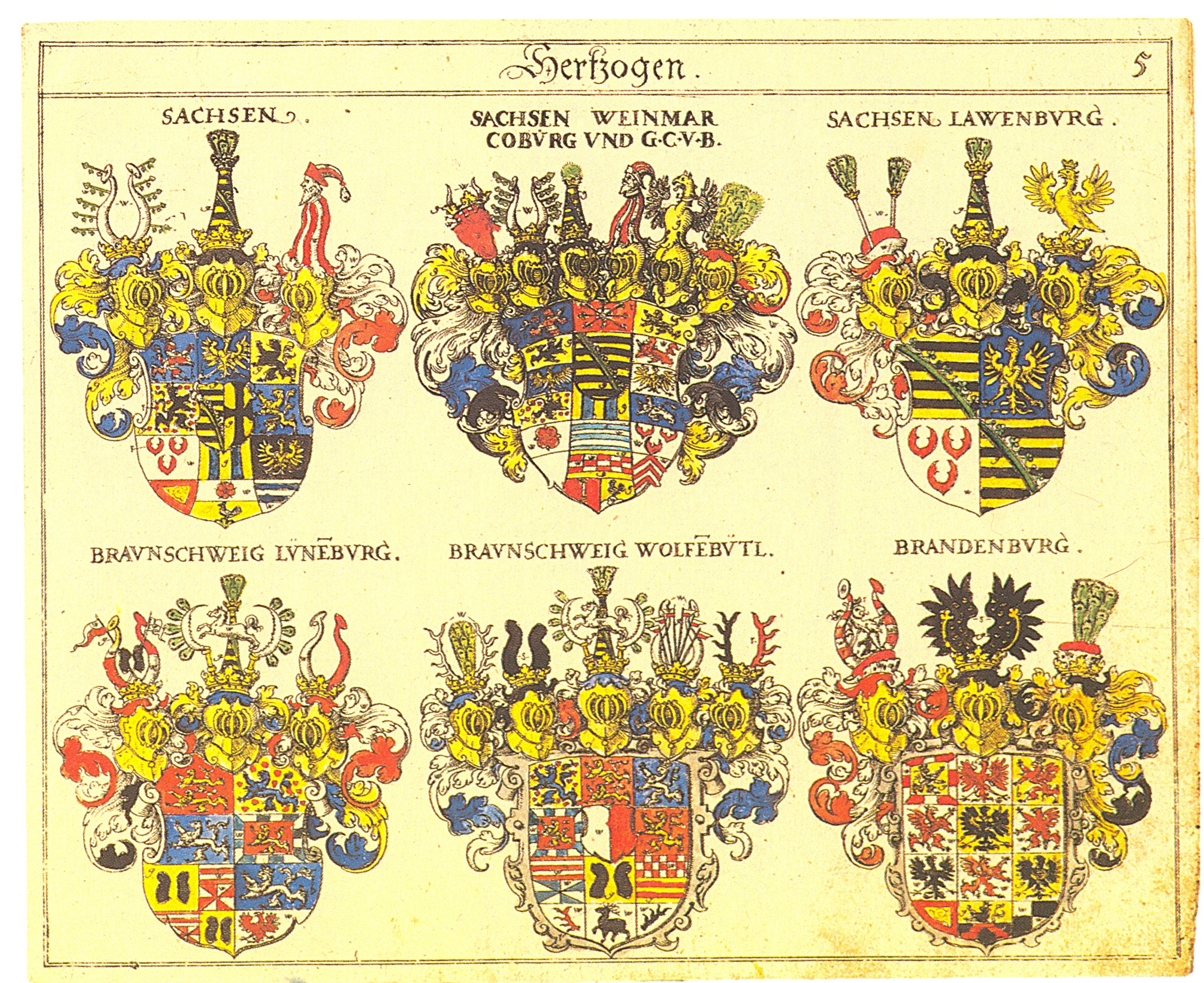
Herby książąt Lüneburg i Wolfenbüttel w herbarzu J. Siebmachera, 1605 – pierwszy i drugi z lewej, dolny rząd

- 1495–1514 Henryk I Starszy (syn Wilhelma II)
- 1514–1568 Henryk II Młodszy (syn)
- 1568–1589 Juliusz (syn, od 1584 także Calenberg)
- 1589–1613 Henryk Juliusz (syn)
- 1613–1634 Fryderyk Ulryk (syn)

1634: Calenberg do Lüneburga, Wolfenbüttel do Dannenbergu

## Książęta Lüneburga, elektorzy i królowie Hanoweru od 1559

### Nowa linia na Lüneburgu
- 1559–1592 Wilhelm Młodszy (syn Ernesta I, do 1569 z bratem Henrykiem; po podziale w 1569 Henryk w Dannenbergu, Wilhelm w Celle)
- 1592–1611 Ernest II (syn)
- 1611–1633 Chrystian (brat)
- 1633–1636 August Starszy (brat)
- 1635–1641 Jerzy (brat, Hanower – odziedziczony po Fryderyku Ulryku)
- 1636–1648 Fryderyk (brat, Celle)
- 1641–1665 Chrystian Ludwik (syn Jerzego, Hanower 1641–1648, Celle od 1648)
- 1648–1705 Jerzy Wilhelm (brat, Hanower 1648–1665, Celle od 1665)
- 1665–1679 Jan Fryderyk (brat, Hanower)

#### Elektorzy Hanoweru
- 1679–1698 Ernest August (brat, Hanower, elektor od 1692)
- 1698–1727 Jerzy I Ludwik (syn, także król Wielkiej Brytanii jako Jerzy I od 1714)
- 1727–1760 Jerzy II August (syn, także król Wielkiej Brytanii jako Jerzy II)

#### Królowie Hanoweru
- 1760–1820 Jerzy III (wnuk, król Hanoweru od 1814, król Wielkiej Brytanii)
- 1820–1830 Jerzy IV (syn, także król Wielkiej Brytanii)
- 1830–1837 Wilhelm IV (brat, także król Wielkiej Brytanii)
- 1837–1851 Ernest August I (brat)
- 1851–1866 Jerzy V Hanowerski (syn, usunięty, zm. 1878)

1866: Hanower włączony do Prus

## Książęta Brunszwiku od 1634

### Nowa linia na Brunszwiku
- 1634–1666 August Młodszy (wnuk Ernesta I)

1666: podział Brunszwiku na księstwa Brunszwik-Wolfenbüttel i Brunszwik-Bevern

#### Linia na Wolfenbüttel
- 1666–1704 Rudolf August (syn)
- 1704–1714 Antoni Ulryk (brat, koregent od 1685)
- 1714–1731 August Wilhelm (syn)
- 1731–1735 Ludwik Rudolf (brat)

1735: Brunszwik-Wolfenbüttel do książąt Brunszwiku-Bevern (zjednoczenie księstwa Brunszwik)

#### Linia na Bevern
- 1666–1687 Ferdynand Albert I (syn Augusta Młodszego)
- 1687–1735 Ferdynand Albert II z Brunszwiku-Lüneburga (syn, w 1735 także Brunszwik-Wolfenbüttel)
- 1735–1780 Karol I (syn)
- 1780–1806 Karol Wilhelm Ferdynand (syn)
- 1806–1807 Fryderyk Wilhelm (syn, usunięty)

1807–1813: w granicach Królestwa Westfalii
- 1813–1815 Fryderyk Wilhelm (ponownie)

#### Księstwo Brunszwiku(1815–1918)
Jako niezależne księstwo w ramach Związku Niemieckiego od 1815
- 1815–1830 Karol II (syn Fryderyka Wilhelma, usunięty, zm. 1873)
- 1831–1884 Wilhelm (brat, regent 1830–1831)
  - 1885–1906 Albrecht Pruski (regent)
  - 1907–1913 Jan Albrecht z Meklemburgii–Schwerin (regent, zrezygnował, zm. 1920)

### Linia hanowerska
- 1913–1918 Ernest August (wnuk Jerzego V, króla Hanoweru, usunięty, zm. 1953)

1918: republika, Brunszwik włączony do Niemiec

## Uproszczony schemat podziałów księstwa Brunszwik-Lüneburg
| Księstwo Brunszwiku-Lüneburga 1235–1267 | Księstwo Brunszwiku-Lüneburga 1235–1267 | Księstwo Brunszwiku-Lüneburga 1235–1267           | Księstwo Brunszwiku-Lüneburga 1235–1267           | Księstwo Brunszwiku-Lüneburga 1235–1267           | Księstwo Brunszwiku-Lüneburga 1235–1267           | Księstwo Brunszwiku-Lüneburga 1235–1267 |
| Brunszwik 1267–1286                     | Brunszwik 1267–1286                     | Brunszwik 1267–1286                               | Brunszwik 1267–1286                               | Brunszwik 1267–1286                               | Lüneburg 1267–1692                                | Lüneburg 1267–1692                      |
| Brunszwik-Wolfenbüttel 1286–1813        | Brunszwik-Wolfenbüttel 1286–1813        | Brunszwik-Wolfenbüttel 1286–1813                  | Getynga 1286–1495                                 | Grubenhagen 1286–1617                             | –                                                 | –                                       |
| –                                       | –                                       | Calenberg 1432–1495                               | –                                                 | –                                                 | –                                                 | –                                       |
| –                                       | –                                       | Calenberg-Getynga 1495–1634                       | Calenberg-Getynga 1495–1634                       | –                                                 | –                                                 | –                                       |
| –                                       | –                                       | –                                                 | –                                                 | –                                                 | –                                                 | Danneberg 1559–1814                     |
| –                                       | –                                       | –                                                 | –                                                 | –                                                 | –                                                 | –                                       |
| –                                       | –                                       | –                                                 | –                                                 | –                                                 | –                                                 | –                                       |
| –                                       | Bevern 1666–1813                        | –                                                 | –                                                 | –                                                 | –                                                 | –                                       |
| –                                       | –                                       | Elektorat Brunszwik-Lüneburg (Hanoweru) 1692–1814 | Elektorat Brunszwik-Lüneburg (Hanoweru) 1692–1814 | Elektorat Brunszwik-Lüneburg (Hanoweru) 1692–1814 | Elektorat Brunszwik-Lüneburg (Hanoweru) 1692–1814 | –                                       |
| Księstwo Brunszwiku 1814–1918           | Księstwo Brunszwiku 1814–1918           | Królestwo Hanoweru 1814–1866                      | Królestwo Hanoweru 1814–1866                      | Królestwo Hanoweru 1814–1866                      | Królestwo Hanoweru 1814–1866                      | (do Brunszwiku)                         |
| --------------------------------------- | --------------------------------------- | ------------------------------------------------- | ------------------------------------------------- | ------------------------------------------------- | ------------------------------------------------- | --------------------------------------- |